# Mesaphorura
Mesaphorura is een geslacht van springstaarten uit de familie van de Tullbergiidae. De wetenschappelijke naam van het geslacht werd voor het eerst geldig gepubliceerd in 1901 door Börner.

## Soorten
- Mesaphorura amazonica Oliveira & Thibaud, 1992
- Mesaphorura arbeai Simón Ruiz Martinez & Lucianez, 1994
- Mesaphorura atlantica (Rusek, 1979)
- Mesaphorura baconae Bagnall, 1947
- Mesaphorura bassolsae Palacios-Vargas & Díaz, 1996
- Mesaphorura betschi Rusek, 1979
- Mesaphorura choudhurii Yosii, 1966
- Mesaphorura critica Ellis, 1976
- Mesaphorura delamarei Weiner, 1991
- Mesaphorura dubia Börner, 1902
- Mesaphorura florae Simón, Ruiz, Martinez & Lucianez, 1994
- Mesaphorura foveata Bonet, 1944
- Mesaphorura guyana Thibaud, 2004
- Mesaphorura himalayensis Yosii, 1971
- Mesaphorura hygrophila (Rusek, 1971)
- Mesaphorura hylophila Rusek, 1982
- Mesaphorura intermedia Prabhoo, 1971
- Mesaphorura iowensis (Mills, 1932)
- Mesaphorura isochaeta Arbea & Jordana, 1989
- Mesaphorura italica (Rusek, 1971)
- Mesaphorura jarmilae Rusek, 1982
- Mesaphorura javieri (Palacios-Vargas & Díaz, 1996)
- Mesaphorura jeremiei Thibaud & Weiner, 1997
- Mesaphorura jevanica Rusek, 1996
- Mesaphorura jirii Rusek, 1982
- Mesaphorura krausbaueri Börner, 1901
- Mesaphorura macrochaeta Rusek, 1976
- Mesaphorura mani Thibaud, 2002
- Mesaphorura maricaensis Fernandes & de Mendonça, 2004
- Mesaphorura matilei Thibaud & Palacios-Vargas, 2000
- Mesaphorura minutissima Salmon, 1944
- Mesaphorura occidafricana Murphy, 1965
- Mesaphorura orousseti Najt, Thibaud & Weiner, 1990
- Mesaphorura pacifica Rusek, 1976
- Mesaphorura petterdassi (Fjellberg, 1988)
- Mesaphorura pongei Rusek, 1982
- Mesaphorura redondoi Jordana & Arbea, 1994
- Mesaphorura rudolfi Rusek, 1986
- Mesaphorura ruseki (Christiansen & Bellinger, 1980)
- Mesaphorura schembrii Thibaud & Christian, 1989
- Mesaphorura sensibilis Rusek, 1973
- Mesaphorura silvicola (Folsom, 1932)
- Mesaphorura simoni Jordana & Arbea, 1994
- Mesaphorura simplex (Gisin, 1958)
- Mesaphorura spelaea (Nosek & Neuherz, 1976)
- Mesaphorura subitalica Thibaud, 1996
- Mesaphorura sylvatica (Rusek, 1971)
- Mesaphorura tenuisensillata Rusek, 1974
- Mesaphorura thalassophila Bagnall, 1937
- Mesaphorura tuberosa Bonet, 1944
- Mesaphorura yosiii (Rusek, 1967)